# Klimaschutz-Unternehmen
Die Klimaschutz-Unternehmen. Die Klimaschutz- und Energie-Effizienzgruppe der Deutschen Wirtschaft e. V. ist ein Zusammenschluss von deutschen Unternehmen aller Größen und Branchen, die Klimaschutz, Umweltschutz oder die Anpassung an die Klimakrise als strategisches Unternehmensziel verfolgen. Mit ihren Best Practices zeigen die Klimaschutz-Unternehmen modellhaft, wie Energie- und Ressourceneffizienz sich im Sinne des Klimaschutzes umsetzen lassen.
Das Verbandsmotto der bundesweiten Vorreiter-Initiative lautet: „Vordenken. Vorleben. Vorangehen!“.

## Geschichte
Initiiert wurde die Gruppe im Jahr 2009 durch die Partnerschaft für Klimaschutz, Energieeffizienz und Innovation, einem gemeinsamen Projekt von Bundesumweltministerium, Bundeswirtschaftsministerium und der Deutschen Industrie- und Handelskammer, das aus Mitteln der Nationalen Klimaschutzinitiative gefördert wurde. Ziel des Projektes war es, Unternehmen in einer Initiative zusammenzuführen, die durch besondere Klimaschutzleistungen Vorbilder für die Wirtschaft sind.
Seit 2013 gibt es den „Klimaschutz-Unternehmen e. V.“. Dieser ist branchenübergreifend ausgelegt. Dadurch soll das Wissen über Klimaschutz-, Energie- und Ressourceneffizienzmaßnahmen verschiedener Unternehmen unterschiedlicher Größenklassen gebündelt in die Breite der Wirtschaft getragen werden.
Die Beteiligung an den Aktivitäten des Verbands erfolgt durch die Geschäftsführer, Energie- und Nachhaltigkeits- sowie Umweltexperten und die Öffentlichkeitsabteilungen der Mitgliedsunternehmen. In einigen Betrieben beteiligen sich Vertreter aus dem Personalwesen (HR) daran – sind in manchen Unternehmen die Themen Klimaschutz und Nachhaltigkeit hier angesiedelt, während sie in anderen Betrieben sie der Kommunikationsabteilung zugeordnet werden. Der Vorstand besteht aus drei Personen: Jörg Schmidt (Vorsitzender), Markus Mettler und Annika Roth. Geschäftsführer des Verbands ist seit 2021 Philipp Andree. Die Geschäftsstelle des Verbandes sitzt in Berlin.

## Ziele
Ziel ist es, Wirtschaftsunternehmen bei ihren Bemühungen für den Klimaschutz zu unterstützen. Durch die Verbreitung konkreter Best-Practice Beispiele, Instrumente und Durchführungsmaßnahmen mit hohen CO2-Einsparungserfolgen sollen konkrete Klimaschutzprojekte in Unternehmen ausgelöst werden.

## Mitglieder
Mitglieder sind folgende Unternehmen:
- ALDI SÜD Dienstleistungs-SE & Co. oHG
- allnatura Vertriebs GmbH & Co. KG
- allsafe GmbH & Co. KG
- Argus Additive Plastics GmbH
- Berlin Event O. Schulz & M. Worm OHG
- Blechwarenfabrik Limburg GmbH
- Boehringer Ingelheim Pharma GmbH & Co.KG
- BÜCHL Firmengruppe
- Buhck Umweltservices GmbH & Co. KG
- CHEP Deutschland GmbH
- CHMS GmbH & Co. KG
- Contargo GmbH & Co. KG
- Dietz GmbH
- Dr. BABOR GmbH & Co. KG
- ebm-papst Mulfingen GmbH & Co. KG
- ESF Elbe-Stahlwerke Feralpi GmbH
- Essity Operations Mannheim GmbH
- Evers & Evers GmbH & Co. KG
- fischerwerke GmbH & Co. KG
- Fliegl Fahrzeugbau GmbH
- Florida-Eis Manufaktur GmbH
- Förster Kunststofftechnik GmbH
- FSKZ e. V.
- GELSENWASSER AG
- Georgsmarienhütte Holding GmbH
- GROHE AG
- Gutshof-Ziegelhütte oHG
- Hager Electro SAS
- HARTING Stiftung & Co. KG
- HEINZ-GLAS GmbH & Co. KGaA
- Herta GmbH
- Hotel Luise GmbH
- IKEA Deutschland GmbH & Co. KG
- IMD Labor Oderland GmbH
- Insel-Camp Fehmarn GmbH & Co. KG
- Irlbacher Blickpunkt Glas GmbH
- J. Schmalz GmbH
- J.W.Ostendorf GmbH & Co. KG
- Kemmler Baustoffe GmbH
- KESSEL SE + Co. KG
- KIS Antriebstechnik GmbH & Co. KG
- KSM Castings Group GmbH
- KWS SAAT SE & Co. KGaA
- Linksniederrheinische Entwässerungs-Genossenschaft (LINEG)
- Mader GmbH & Co. KG
- MÄRKISCHES LANDBROT GmbH
- Möbelwerke A. Decker GmbH
- MPG Mendener Präzisionsrohr GmbH
- naturenergie Holding AG
- Neumarkter Lammsbräu Gebr. Ehrnsperger KG
- Pfeifer & Langen GmbH & Co. KG
- Phoenix Contact GmbH & Co. KG
- Pöppelmann Holding GmbH & Co. KG
- Provinzial Holding AG
- Rinn Beton- und Naturstein GmbH & Co. KG
- SALUS Haus Dr. med. Otto Greither Nachf. GmbH & Co. KG
- Schöck Bauteile GmbH
- SchwörerHaus KG
- Spaleck GmbH & Co. KG
- STABILO International GmbH
- Stadtwerke Karlsruhe GmbH
- Symrise AG
- Veolia Holding Deutschland GmbH
- Vereinigte Papierwarenfabriken GmbH
- Viessmann Holding International GmbH
- Wackler Holding SE
- WE-EF LEUCHTEN GmbH
- Weidmüller Interface GmbH & Co. KG
- WEPA Hygieneprodukte GmbH
- Worlée-Chemie GmbH
- Zedler – Institut für Fahrradtechnik und -Sicherheit GmbH
- ZINQ GmbH & Co.KG[6]

## Bewerbungsprozess
Als Initiatoren würdigen das Bundesumweltministerium, das Bundeswirtschaftsministerium und die DIHK mit der Überreichung der Urkunde die Klimaschutz-Unternehmen als Vorbilder. Sie zeichnen damit das Engagement der Klimaschutz-Unternehmen aus und begleiten die Arbeit des Vereins „Klimaschutz-Unternehmen e. V.“.
Mitglied können Firmen werden, die nach einer wissenschaftlichen Prüfung eine positive Empfehlung des Beirats erhalten, in dem das Bundesumweltministerium, das Bundeswirtschaftsministerium und die Deutsche Industrie- und Handelskammer vertreten sind. Seit 2014 ist Jens Hesselbach, Professor für umweltgerechte Produkt- und Prozessoptimierung an der Universität Kassel, der Vorsitzende des Beirats. Weitere Vertreter im Beirat sind Fachinstitutionen wie die Deutsche Energie-Agentur, der WWF, das Institut für Ressourceneffizienz und Energiestrategien, die IHK Magdeburg sowie Experten der Mitgliedsunternehmen.
Jedes Klimaschutz-Unternehmen hat dadurch seine Leistungen in den Bereichen Klimaschutz und Energie- und Ressourceneffizienz unter Beweis gestellt und erfüllt den Anspruch der Exzellenzinitiative.

## Aktivitäten
Hauptzweck ist es, die Interessen seiner Mitglieder klimapolitisch zu vertreten und Best Practices in die Wirtschaft zu verbreiten. So pflegt der Verband engen Kontakt zu Bundesministerien sowie Verbänden, Forschungseinrichtungen und Wirtschaftsunternehmen. Ein wichtiges Ziel des Verbands ist, den Bekanntheitsgrad von Klimaschutz- und Energie- und Ressourceneffizienzmaßnahmen für Wirtschaftsunternehmen nachhaltig und positiv zu fördern.